# Ib Christensen
Ib Christensen (n. 15 martie 1930, Vorup⁠(d), Regiunea Midtjylland, Danemarca – d. 3 ianuarie 2023, Randers, Regiunea Midtjylland, Danemarca) a fost un politician danez. Membru al Partidului Justiției din Danemarca⁠(d) și al Mișcării Populare împotriva UE⁠(d), a servit în Folketing din 1973 până în 1975 și din nou din 1977 până în 1981. De asemenea, a fost deputat în Parlamentul European din 1984 până în 1994.
Christensen a murit la Randers pe 3 ianuarie 2023, la vârsta de 92 de ani.